# Ford Mustang GTP
 (novembre 2021).
La mise en forme du texte ne suit pas les recommandations de Wikipédia : il faut le « wikifier ».
Les points d'amélioration suivants sont les cas les plus fréquents. Le détail des points à revoir est peut-être précisé sur la page de discussion.
- Les titres sont pré-formatés par le logiciel. Ils ne sont ni en capitales, ni en gras.
- Le texte ne doit pas être écrit en capitales (les noms de famille non plus), ni en gras, ni en italique, ni en « petit »…
- Le gras n'est utilisé que pour surligner le titre de l'article dans l'introduction, une seule fois.
- L'italique est rarement utilisé : mots en langue étrangère, titres d'œuvres, noms de bateaux, etc.
- Les citations ne sont pas en italique mais en corps de texte normal. Elles sont entourées par des guillemets français : « et ».
- Les listes à puces sont à éviter, des paragraphes rédigés étant largement préférés. Les tableaux sont à réserver à la présentation de données structurées (résultats, etc.).
- Les appels de note de bas de page (petits chiffres en exposant, introduits par l'outil «  Source ») sont à placer entre la fin de phrase et le point final[comme ça].
- Les liens internes (vers d'autres articles de Wikipédia) sont à choisir avec parcimonie. Créez des liens vers des articles approfondissant le sujet. Les termes génériques sans rapport avec le sujet sont à éviter, ainsi que les répétitions de liens vers un même terme.
- Les liens externes sont à placer uniquement dans une section « Liens externes », à la fin de l'article. Ces liens sont à choisir avec parcimonie suivant les règles définies. Si un lien sert de source à l'article, son insertion dans le texte est à faire par les notes de bas de page.
- La présentation des références doit suivre les conventions bibliographiques. Il est recommandé d'utiliser les modèles {{Ouvrage}}, {{Chapitre}}, {{Article}}, {{Lien web}} et/ou {{Bibliographie}}. Le mode d'édition visuel peut mettre en forme automatiquement les références.
- Insérer une infobox (cadre d'informations à droite) n'est pas obligatoire pour parachever la mise en page.

Pour une aide détaillée, merci de consulter Aide:Wikification.
Si vous pensez que ces points ont été résolus, vous pouvez retirer ce bandeau et améliorer la mise en forme d'un autre article.
La Ford Mustang GTP était une voiture de course américaine construite par Ford en 1983 pour participer au Championnat IMSA GT, basée sur la génération de Ford Mustang de route à plate-forme "Fox". En 1983, le moteur était un bi-turbo de 1,7 litre fourni par Zakspeed. En 1984, elle utilisait une variante avec turbocompresseur de 2,1 litres du moteur avec quatre cylindres en ligne Cosworth BDA de Ford, capable de produire environ 600 ch (447 kW; 608 PS); Fait inhabituel pour une voiture IMSA GTP, le moteur était installé à l'avant de la voiture. Zakspeed remplacerait la voiture par la Ford Mustang Probe en 1985, tandis que Roush Performance construirait la Ford Mustang Maxum GTP à moteur V8, sans succès en 1987.

## Design et développement
En 1983, la catégorie GTX du championnat IMSA GT est devenue obsolète et a été remplacée par la catégorie IMSA GTP. En conséquence, Ford avait besoin d'une nouvelle voiture, car leur Ford Mustang GTX n'était plus éligible pour la compétition. Bob Riley a été choisi pour concevoir la voiture, qui, assez inhabituellement, était à moteur avant; elle utilisait une variante turbocompressée de 2,1 litres du moteur quatre cylindres en ligne Cosworth BDA de Ford, capable de produire environ 600 ch (447 kW; 608 PS). Roush Performance, Protofab et la division Ford Aerospace Western Development Labs ont construit le châssis et la carrosserie, composés de panneaux en fibre de carbone liés à un châssis monocoque en fibre de carbone et en composite Nomex, renforcé de Kevlar dans des zones clés. L'aérodynamisme de la voiture a été configuré pour maximiser la force d'appui générée par les effets au sol, bien que la suspension soit assez conventionnelle; doubles triangles avec ressorts hélicoïdaux KONI et barres stabilisatrices réglables aux deux extrémités de la voiture. Le président de Ford, Philip Caldwell, était positif quant au développement de la voiture, déclarant qu'il estimait qu'il s'agissait "d'un net avantage de développement technologique". La voiture utilisait une transmission manuelle Hewland à cinq vitesses assez conventionnelle pour transmettre la puissance, et elle pesait environ 1 770 livres (803 kg). Trois voitures ont été construites dans le cadre du programme.

## Histoire en course

### 1983
Les voitures n'étaient pas prêtes avant la 15e manche du championnat IMSA GT, qui était le Road America 500, où deux voitures étaient engagées par Zakspeed Roush; les moteurs de 2,1 litres n'étant pas encore prêts, l'équipe a donc utilisé la version BDA turbo de 1,7 litre à la place. Tim Coconis et Klaus Ludwig conduisaient une voiture, tandis que Bobby Rahal et Geoff Brabham conduisaient l'autre. Le début a été un succès; Coconis et Ludwig ont remporté la course par deux tours, tandis que Rahal et Brabham ont pris la troisième place au classement général et la deuxième dans la catégorie GTP. Le Grand Prix de Pocono, cependant, s'avérerait très différent, car la voiture de Ludwig n'a duré que huit tours avant d'abandonner, et la voiture de Brabham-Ludwig a abandonné après 49 tours; cela les a vus se classer respectivement 42e et 35e au classement général, et huitième et dixième de la catégorie. Les failles du programme avaient déjà commencé à apparaître; Roush, agacé que Ford ait bloqué leurs efforts pour faire fonctionner un moteur V8 dans la voiture, s'est retiré du projet. En conséquence, il n'y avait qu'une seule Mustang GTP engagée en finale à Daytona, qui courrait sous la bannière "Team Zakspeed USA"; Rahal et Ludwig ont abandonné après 53 tours, se classant 49e au général et 16e dans la catégorie GTP. Rahal, qui avait déjà couru pour Holbert Racing, s'est classé 14e avec 47 points au championnat des pilotes GTP; Ludwig était classé 21e, Coconis était 31e à égalité avec David Hobbs et Brabham était 38e.

### 1984
Malgré les problèmes de la voiture dans les deux dernières courses, Zakspeed et Ford ont continué avec le programme Mustang GTP en 1984; le moteur de 2,1 litres était enfin prêt et il a été utilisé tout au long de la saison. Ludwig a été sélectionné pour piloter en solitaire au Grand Prix de Miami, qui était la deuxième manche du championnat IMSA GT; une crevaison a endommagé la suspension avant gauche de sa voiture et l'a contraint à l'abandon après 31 tours, ce qui a permis à Ludwig d'être classé 25e. L'équipe a ignoré les 12 Heures de Sebring, et a ensuite engagé Ludwig et Rahal au Grand Prix d'Atlanta; cette fois, le système d'injection s'est emballé après 47 tours, les limitant à la 48e place au général et à la 18e place de la catégorie GTP. Le Grand Prix du Los Angeles Times n'était guère mieux; Rahal et Ludwig ont bouclé 74 tours avant qu'une soupape du moteur ne se brise et les forcent à quitter la course, ce qui leur a valu un classement à la 40e place au général et à la 20e place dans la catégorie GTP. Deux voitures ont été engagées à la Monterey Triple Crown; Ludwig en conduisait une, tandis que Bob Wollek conduisait l'autre. Cependant, Ludwig a abandonné au 45e tour et Wollek a duré un tour supplémentaire. Le Grand Prix de Charlotte fut encore moins réussi ; Ludwig s'est écrasé aux essais et n'a pas pu courir, tandis que Wollek a abandonné après 21 tours et a terminé 43e au général et 16e de sa catégorie; cependant, il avait également réalisé le tour le plus rapide de la course.
Aucune des deux voitures n'a couru dans les deux manches suivantes, et seul Ludwig a participé aux 6 Heures de Watkins Glen; cette fois, une panne de vilebrequin après 17 tours l'a vu terminer 51e au général, et 18e dans la catégorie GTP. Le Grand Prix de Portland a vu la Mustang GTP de Ludwig effectuer les 24 premiers tours, avant qu'il ne se retire, et il s'est classé 29e au classement général et 18e de sa catégorie. Au Grand Prix de Sonoma, Ludwig (avec le parrainage de 7-Eleven) a finalement pu terminer une course avec la Mustang GTP; il a pris la cinquième place et c'était la dernière voiture dans le tour de tête. Rahal s'est associé à Ludwig au Road America 500, mais la victoire de l'équipe en 1983 ne se répétera pas; un abandon après 83 tours les a classés 33e au général et 16e dans la catégorie GTP. Après avoir ignoré la quatorzième manche de la saison, Zakspeed s'est alors engagé dans le Grand Prix du Michigan avec deux voitures; Rahal n'a même pas bouclé le premier tour et Ludwig a abandonné après 54 tours, ce qui a permis aux pilotes de se classer 33e et 24e au général, 22e et 16e dans la catégorie GTP. Zakspeed n'a pas participé à la 16e manche de la saison, mais a participé à la finale à Daytona. Ici, le moteur de Brabham a explosé après 15 tours, le limitant à la 69e place au classement général (et à la 30e place de la catégorie), mais la Mustang GTP de Ludwig et Tom Gloy se sont suffisamment bien tenues pour qu'ils finissent cinquièmes au classement général et de la catégorie.
Ludwig a terminé la saison à la 43e place avec 16 points; Gloy était le seul autre pilote de Zakspeed à être classé, et ses huit points étaient suffisants pour la 60e place, à égalité avec Michael Brockman, Boy Hayje et Hans-Joachim Stuck. Désillusionné par le manque de fiabilité de la voiture, Ford s'est retiré du projet, Michael Kranefuss allant jusqu'à dire que "c'était le pire projet auquel j'ai jamais participé". Même si la Mustang GTP avait été fiable, la voiture avait un aérodynamisme douteux et il était très difficile de conduire lorsque le réservoir de carburant était bas. Zakspeed remplacera la voiture par la Ford Mustang Probe en 1985, tandis que Roush finira par refaire surface en 1987 avec la Ford Mustang Maxum GTP.